# Dolný Badín
Dolný Badín es un municipio del distrito de Krupina en la región de Banská Bystrica, Eslovaquia, con una población estimada a final del año 2024 de 253 habitantes.
Se encuentra ubicado al oeste de la región, sobre los montes Centrales Eslovacos (Cárpatos occidentales), a poca distancia al sur del río Hron —un afluente izquierdo del Danubio— y al este de la región de Nitra.

## Demografía
| Año        | 1994 | 2004    | 2014    | 2024   |
| ---------- | ---- | ------- | ------- | ------ |
| Población  | 267  | 251     | 250     | 253    |
| Diferencia |      | −5,99 % | −0,39 % | +1,2 % |

| Año        | 2023 | 2024    |
| ---------- | ---- | ------- |
| Población  | 253  | 253     |
| Diferencia |      | +1,42 % |